# مرغ باران اطلس
مرغ باران اطلس (نام علمی: Pterodroma incerta) نام یک گونه از سرده مرغ باران خرمگسی است.
این پرنده به مقصد اقیانوس اطلس جنوبی پرواز می کند. این گیاه در مستعمرات عظیم در Tristan da Cunha و جزیره Gough پرورش می یابد و در دریا از برزیل تا نامیبیا حرکت می کند که بیشترین سوابق در دریا از غرب به جزایر پرورش دهنده و در کنار همگرایی نیمه گرمسیری است.